# Národní park Odzala-Kokoua
Národní park Odzala-Kokoua je chráněné území v Kongu. Národním parkem bylo vyhlášeno v roce 1935. Nachází se na severozápadě země, v departamentech Sangha a Cuvette-Ouest. Park je zároveň světovým dědictví UNESCO, biosférickou rezervací a lokalitou RAMSAR. Území Odzala-Kokoua je zahrnuto do mezinárodního ochranářského programu „Tri-National Dja-Odzala-Minkébé“ (TRIDOM) Světového fondu na ochranu přírody. Další zapojená území jsou rezervace Dja v Kamerunu a národní park Minkébé v Gabonu.

## Popis
Zápis na seznam světového dědictví UNESCO (rok 2023) byl doprovozen popisem: Park je vynikajícím příkladem procesu postglaciální rekolonizace savany lesními ekosystémy ve výjimečně velkém měřítku. Je proto ekologicky významný jako konvergenční bod více typů ekosystémů (Konžský les, les Dolní Guineje a savana). Široká škála věkových skupin napříč spektrem lesní sukcese přispívá k vysoce rozmanité ekologii parku, která zahrnuje širokou škálu ekologických procesů. Je to jedna z nejdůležitějších bašt lesních slonů ve střední Africe a je uznáván jako park s nejbohatší diverzitou primátů (gorily, šimpanzi) v regionu.